# Senna ankaranensis
Senna ankaranensis är en ärtväxtart som beskrevs av Du Puy och Raymond Rabevohitra. Senna ankaranensis ingår i släktet sennor, och familjen ärtväxter. Inga underarter finns listade i Catalogue of Life.